# 布施柚乃
布施 柚乃（ふせ ゆの、1998年7月19日 - ）は、日本の女優、タレント。旧芸名は夏瀬 ゆの（なつせ ゆの）。
東京都出身。アミューズ、Showtitleを経て、現在はケテル所属。血液型B型。2017年の時点で身長160cm。
趣味は写真撮影、読書、音楽鑑賞。特技はフルート演奏、ダンス、演技。

## 経歴
「ちゃおガール2009☆オーディション」グランプリを獲得し、アミューズに所属。ちゃおガールとして活躍。
2017年3月にアミューズを退所し、同年10月にShowtitleに移籍した。この際、芸名を布施柚乃から夏瀬ゆのに改名している。
2020年春ごろにShowtitleを退所し、現在はケテル所属。
2021年、芸名を布施柚乃に戻し「ハクビきものクィーンコンテスト」で準グランプリ獲得、着物イベントなどでも活動している。

## 出演

### テレビ
- Nスタ「森田さんのとことん天気（シーズン3）」（2010年9月27日 - 2011年4月1日、TBS）「ゆのちゃん」名義で出演。
- 海賊戦隊ゴーカイジャー 第44話（2011年12月25日、テレビ朝日）木下小夜 役
- 親父がくれた秘密〜下荒井5兄弟の帰郷〜（2012年9月12日、テレビ東京）下荒井朋子 役
- 137億年の物語（2013年4月14日 - 2014年3月29日・7月26日、テレビ東京）
- 連続ドラマW「スケープゴート」（2015年4月12日 - 5月3日、WOWOW） - 新聞配達の少女（政治家の三崎皓子に憧れる受験生の少女） 役
- DOCTOR PRICE 第1話（2025年7月6日、読売テレビ・日本テレビ） - 看護師・タカギ 役

### CM
- 小学館「ちゃお」（2010年4月号 - 2012年4月号）
- TBS「それ、TBSがやります。」キャンペーンスポット（2012年）
- 明治「エッセルスーパーカップ」
- 長野ろうきん「相談し続けられる」（2021年）

### 雑誌
- ちゃお（小学館）ちゃおガール

### 舞台
- ドリームレスキュー 言うことナース！～エピソードゼロだけどぉ～（2018年7月5日 - 8日、新宿村Live）ランラン 役
- メモリーダイヤル 〜明日の君にさよなら〜（2019年5月1日 - 4日、東部フレンドホール）陽菜 役
- 国境の三兄弟（2019年5月31日 - 6月2日、神保町花月）